# Parti d'action démocratique (Malaisie)
Pour les articles homonymes, voir Parti d'action démocratique.
Le Parti d'action démocratique (Parti Tindakan Demokratik) est un parti politique malaisien qui était membre de l'Internationale socialiste jusqu'en 2017. Avec le Keadilan et le Parti unifié indigène de Malaisie du Premier ministre Mahathir Mohamad, c'est un des trois principaux partis qui gouvernent la Malaisie de 2018 à 2020.

## Résultats électoraux

### Élections législatives
| Année     | Voix      | %     | Sièges   | Rang | Gouvernement |
| --------- | --------- | ----- | -------- | ---- | ------------ |
| 1969 (en) | 286 606   | 12,10 | 13 / 103 | 3e   | Non          |
| 1974 (en) | 387 845   | 18,32 | 9 / 154  | 2e   | Non          |
| 1978      | 664 433   | 19,13 | 16 / 154 | 2e   | Non          |
| 1982      | 815 473   | 19,58 | 9 / 154  | 2e   | Non          |
| 1986      | 975 544   | 21,09 | 24 / 177 | 2e   | Non          |
| 1990      | 985 228   | 17,61 | 20 / 180 | 2e   | Non          |
| 1995      | 712 175   | 11,96 | 9 / 192  | 3e   | Non          |
| 1999      | 830 870   | 12,53 | 10 / 193 | 4e   | Non          |
| 2004      | 702 243   | 10,07 | 12 / 219 | 4e   | Non          |
| 2008      | 1 118 025 | 14,07 | 28 / 222 | 4e   | Non          |
| 2013      | 1 736 267 | 15,71 | 38 / 222 | 3e   | Non          |
| 2018      | 2 098 068 | 18,92 | 42 / 222 | 2e   | Oui          |
| 2022      | 2 422 577 | 15,61 | 40 / 222 | 3e   | Oui          |